# Verwaltungsgemeinschaft Heideck-Prettin
In der Verwaltungsgemeinschaft Heideck-Prettin waren die Gemeinden Axien, Labrun, Lebien und Plossig sowie die Stadt Prettin im sachsen-anhaltischen Landkreis Wittenberg zusammengeschlossen. Am 1. Januar 2005 wurde sie mit der ebenfalls aufgelösten Verwaltungsgemeinschaft Annaburg zur neuen Verwaltungsgemeinschaft Annaburg-Prettin zusammengelegt.